# 영신중학교 (경기)
영신중학교(永新中學校)는 대한민국 경기도 수원시 권선구 오목천동에 있는 사립 중학교이다.

## 학교 연혁
- 1949년 1월 19일 : 지원 고등국민학교 설립 인가(설립자 최상권 선생)
- 1955년 9월 15일 : 동교 운영권을 박정환 선생 인수
- 1956년 1월 16일 : 재단법인 화산학원 설립 인가(이사장 박정환 선생)
- 1956년 2월 28일 : 화산중학교 설립 인가 (6학급 인가)
- 1956년 3월 9일 : 초대 교장 홍흥운 선생 취임
- 1963년 1월 4일 : 수원 남중학교로 교명 변경
- 1964년 1월 20일 : 학교법인 화산학원으로 조직 변경
- 1976년 4월 6일 : 영신중학교로 교명 변경
- 2023년 3월 1일 : 제12대 교장 박진식 선생 취임
- 2024년 1월 5일 : 제66회 졸업식(졸업생 수 214명, 총 15,939명)

## 참고 자료
- 영신중학교 - 한국교육학술정보원 학교알리미